# Torii Kiyonaga
En aquest nom japonès, el cognom és Torii.
Torii Kiyonaga (鳥居清長, , 1752 – 28 de juny de 1815) va ser un gravador i pintor d'ukiyo-e japonès de l'escola Torii. Anomenat originalment Sekiguchi Shinsuke, fill d'un llibreter d'Edo, va prendre com a goh Torii Kiyonaga. Tot i no estar relacionat biològicament amb la família Torii, va esdevenir cap del grup quan va morir el seu pare adoptiu i mestre Torii Kiyomitsu.

Dones a la casa de banys

El mestre Kiyomitsu va morir el 1785; com que el seu fill va morir jove i Kiyotsune, més gran que Kiyonaga, era un artista menys prometedor, Kiyonaga va ser l'opció lògica per a succeir Kiyomitsu com a líder de l'escola Torii. Tanmateix, ho va retardar dos anys, probablement per dedicar-se als seus bijinga i assimilar la immensa responsabilitat que cauria a les seves espatlles un cop es fes càrrec de l'escola. Així, el 1787, va començar a organitzar la producció de cartells kabuki i similars, camp en el qual l'escola gairebé hi tenia el monopoli. També va començar a educar el net de Kiyomitsu, Torii Kiyomine, que l'havia de succeir.

## Carrera artística

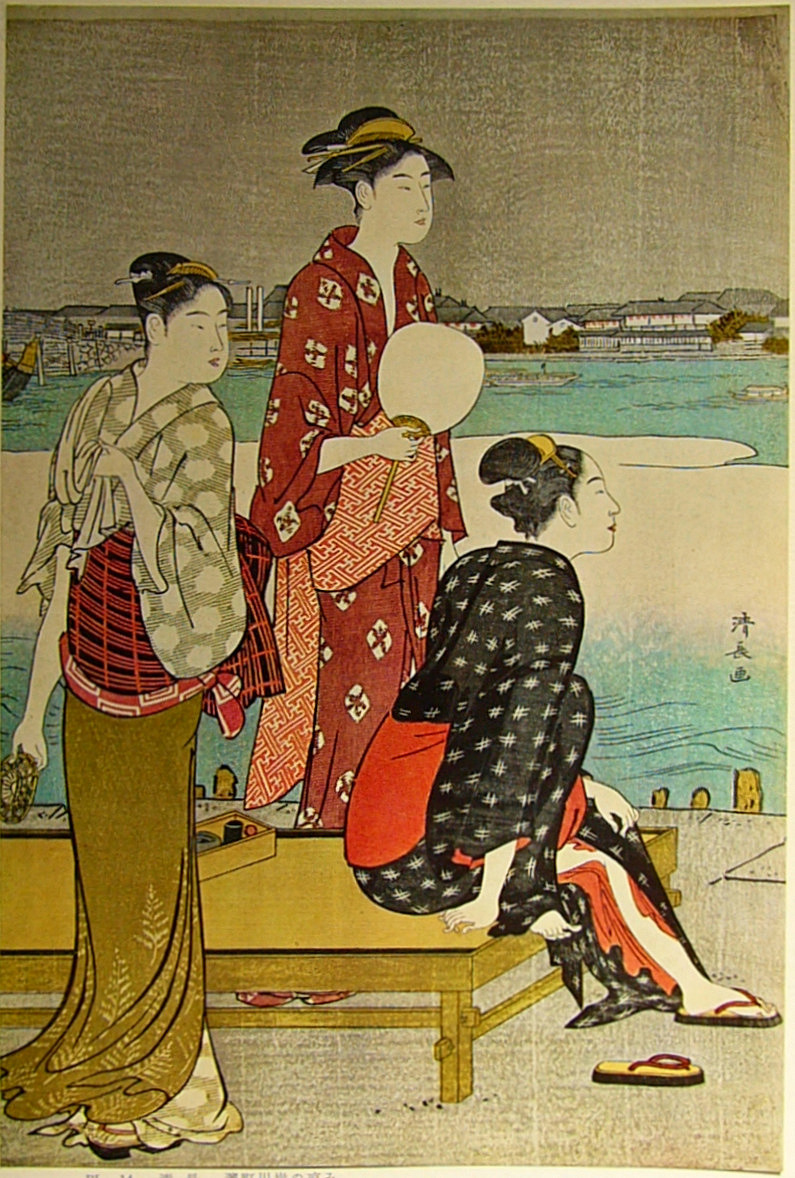
Refrescant-se a la riba del riu

A Kiyonaga, se'l considera un dels més grans mestres del gravat a tot color (nishiki-e) i dels bijinga, imatges de cortesanes i altres dones boniques. Com la majoria d'artistes ukiyo-e, però, també va produir un nombre de gravats i pintures representant actors kabuki i altres temes relacionats, molts dels quals eren elements publicitaris per als teatres. També va produir una certa quantitat de shunga, o imatges eròtiques.
En el camp dels bijinga, només els treballs de Suzuki Harunobu i d'un grapat d'altres artistes se'ls considera en general comparables als de Kiyonaga. Va produir una gran quantitat de gravats bijinga en els anys 1780, època que es considera el seu punt més alt; això és especialment cert perquè gairebé va deixar completament de fer art a principis dels 1790. Alguns experts assenyalen la bellesa de les seves pintures com a particularment excepcional donats els seus orígens plebeus. Adoptat per la família Torii, el pare biològic de Kiyonaga era el propietari d'un conjunt de cases de veïns a prop d'un mercat de peix; tot i que la seva família no devia ser especialment pobra, certament no va ser criat en un entorn d'alta cultura. Mentrestant, els artistes contemporanis de la classe dels samurais, dels quals s'esperava que tinguessin un millor i innat sentit de l'estètica i dels detalls de la cultura aristocràtica, produïen imatges que podria dir-se que eren inferiors a les de Kiyonaga.
De les dones dels gravats de Kiyonaga, sovint es diu que semblen més plenes i madures que les del seu predecessor Harunobu, els gravats del qual sovint representen dones que semblen més joves i primes. Tot i que això s'explica principalment per una diferència d'estils personals, també és degut en certa manera a l'ús per part de Kiyonaga d'uns fulls de paper més grans (oban, més que no pas chuban o hosoban). També, una gran part de l'obra de Kiyonaga està en el format díptic o tríptic, fent que l'obra sembli més gran i imponent en general.
De la mateixa manera que es pot dir de Kiyonaga va substituir Harunobu com l'artista bijinga més popular del moment, també es pot dir que, després, Kiyonaga va ser substituït per Utamaro, les dones del qual són encara més plenes i madures que les de l'anterior.
Als gravats kabuki de Kiyonaga, representant escenes de l'escenari i d'altres, s'hi veu una gran atenció en els detalls, i pretenen descriure escenes kabuki reals, més que no pas unes versions idealitzades. Hi ha alguna cosa molt senzilla respecte a moltes de les seves descripcions, que mostra que els retratats són, de fet, actors i no els autèntics personatges idealitzats que representen; tanmateix, no va fer el salt de retratar les característiques individuals i personalitats dels actors com van fer alguns altres artistes (inclosa l'escola Katsukawa). Alguns experts etiqueten el seu estil com a important pas mitjancer cap a l'estil rimbombant, però realista, de Sharaku.

## En filatèlia
Les obres de Kiyonaga han aparegut diverses vegades en segells postals commemoratius editats per l'oficina de correus japonesa:
- 1958 Setmana filatèlica
- 1982 Setmana filatèlica (parella)
- 2003 Edició commemorativa del 250è aniversari del naixement de Kiyonaga